# ジョン・ピーターズ (映画プロデューサー)
ジョン・ピーターズ（Jon Peters、1945年6月2日 - ）は、アメリカ合衆国の映画プロデューサーである。

## 生い立ち
カリフォルニア州ロサンゼルス市ヴァン・ナイズ地区で生まれる。父はチェロキー、母はイタリア系である。母親の家族はビバリーヒルズで有名なロデオ・ドライブ・サロンを所有していた。10歳のときに父親が心臓発作で亡くなる。

## キャリア
養父から暴力をうける悲惨な少年期を過ごし、少年院で教育を終えたため満足な教養を得なかったが、ピーターズはヘアスタイリング事業を始め、ロデオ・ドライブの成功でハリウッドとのコネクションを作った。その後ピーターズはコメディ映画『またまたおかしな大追跡』（1974年）が縁で知り合った歌手で女優のバーブラ・ストライサンドと交際し、知名度を上げる。ピーターズは彼女のアルバムをプロデュースしたほか、『スター誕生』で映画プロデューサーとしてデビューした。暴力を振るうことをいとわない攻撃性、押しの強さ、不動産への執着が特筆されている。その後10年にわたり、ピーターズはピーター・グーバーと共にプロデューサーとして活動し、『カラーパープル』、『フラッシュダンス』、『バットマン』、『レインマン』などを成功させた。1989年にはグーバーと共にソニー・ピクチャーズの社長に任命されたが、2年後に解雇された。

## 主なフィルモグラフィ
- スター誕生 A Star Is Born（1976）製作
- アイズ Eyes of Laura Mars（1978）
- メーン・イベント The Main 製作 Event（1979）製作
- ボールズ・ボールズ Caddyshack（1980）製作総指揮
- 狼男アメリカン An American Werewolf in London（1981）製作総指揮
- オータム・ストーリー Six Weeks（1982）製作
- ミッシング Missing（1982）製作総指揮
- フラッシュダンス Flashdance（1983）製作総指揮
- D.C.キャブ D.C. Cab（1983）製作総指揮
- カラーパープル The Color Purple（1985）製作総指揮
- ビリージーンの伝説 The Legend of Billie Jean（1985）製作総指揮
- 殺人ゲームへの招待 Clue（1985）製作総指揮
- ビジョン・クエスト/青春の賭け Vision Quest（1985）
- インナースペース Innerspace（1987）製作総指揮
- イーストウィックの魔女たち The Witches of Eastwick（1987）製作
- フーズ・ザット・ガール Who's That Girl（1987）製作総指揮
- レインマン Rain Man（1988）製作総指揮
- デッドフォール Tango & Cash（1989）製作
- バットマン Batman（1989）製作
- 虚栄のかがり火 The Bonfire of the Vanities（1990）製作総指揮
- バットマン リターンズ Batman Returns（1992）製作総指揮
- マネー・トレイン Money Train（1995）製作
- 元大統領危機一発/プレジデント・クライシス My Fellow Americans（1996）製作
- ワイルド・ワイルド・ウエスト Wild Wild West（1999）製作
- ALI アリ Ali（2001）製作
- スーパーマン リターンズ Superman Returns（2006）製作

## 関連人物
- ピーター・グーバー
- パメラ・アンダーソン - 元妻。